# Žeranovice
Žeranovice är en ort i Tjeckien.   Den ligger i regionen Zlín, i den östra delen av landet, 250 km öster om huvudstaden Prag. Žeranovice ligger 234 meter över havet och antalet invånare är 759.
Terrängen runt Žeranovice är platt åt sydväst, men åt nordost är den kuperad.Runt Žeranovice är det tätbefolkat, med 659 invånare per kvadratkilometer. Närmaste större samhälle är Zlín, 8,7 km sydost om Žeranovice. Trakten runt Žeranovice består till största delen av jordbruksmark.